# Socket 8

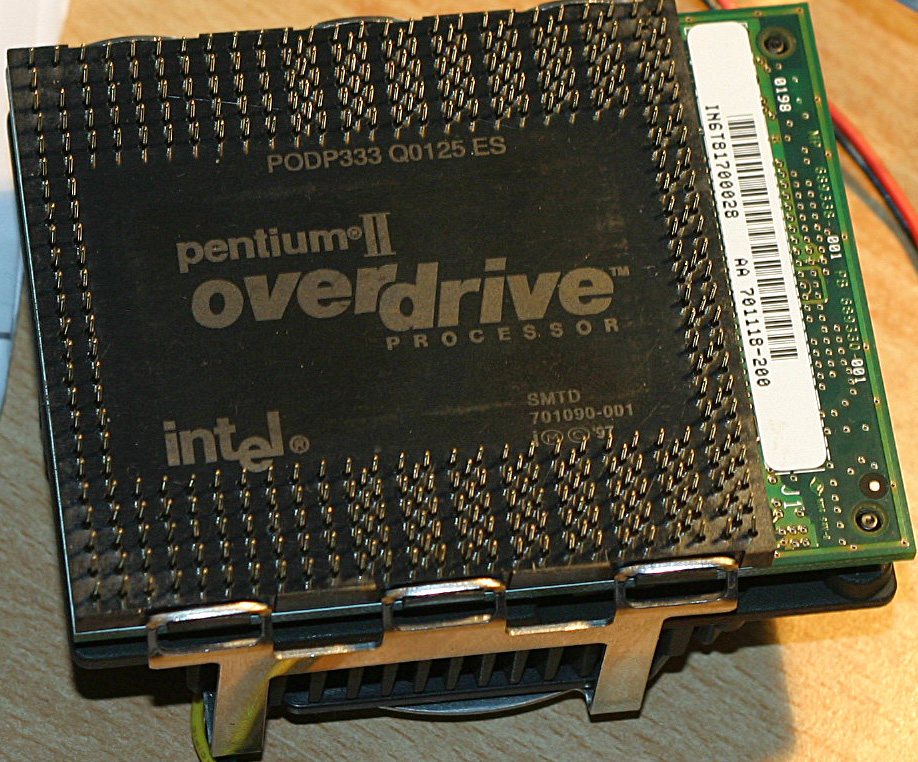
希少なES版のPentium II Overdrive CPUの底面

Socket 8は、インテルPentium ProとPentium II Overdriveプロセッサで使われたCPUソケットである。インテルはPentium II導入時にSlot 1を採用し、Socket 8の使用を中止した。

## 仕様
Socket 8は387ピンのユニークな矩形のソケットである。Socket 8は60～66MHzのFSB速度と、3.1～3.5Vの電圧であり、Pentium ProとPentium II OverDriveプロセッサをサポートした。Socket 8はピンの配列もユニークである。ソケットの一部はPGAグリッドを使用しているが、別の部分はSPGAグリッドを使用している。

## 採用製品
CPU
- Intel
  - Pentium Pro
  - Pentium II Overdrive

チップセット
- Intel
  - 440 Chipset
  - 450 Chipset
- VIA
  - Apollo Pro
- OPTi
  - Discovery
- ServerWorks
  - ServerSet I